# Хеппенхайм (Бергштрасе)
Хеппенхайм (нем. Heppenheim) — город в Германии, районный центр, расположен в земле Гессен. Подчинён административному округу Дармштадт. Входит в состав района Бергштрасе. Население составляет 26 671 человек (на 30 июня 2022 года). Занимает площадь 52,14 км². Официальный код — 06 4 31 011.

## Известные горожане
- Хорст Антес, немецкий художник, график и скульптор.
- Себастьян Феттель, гонщик, чемпион «Формулы-1» 2010, 2011, 2012 и 2013 годов.
- Томас Франк, немецкий футболист, финалист Кубка УЕФА 1992/1993.

## Фотографии

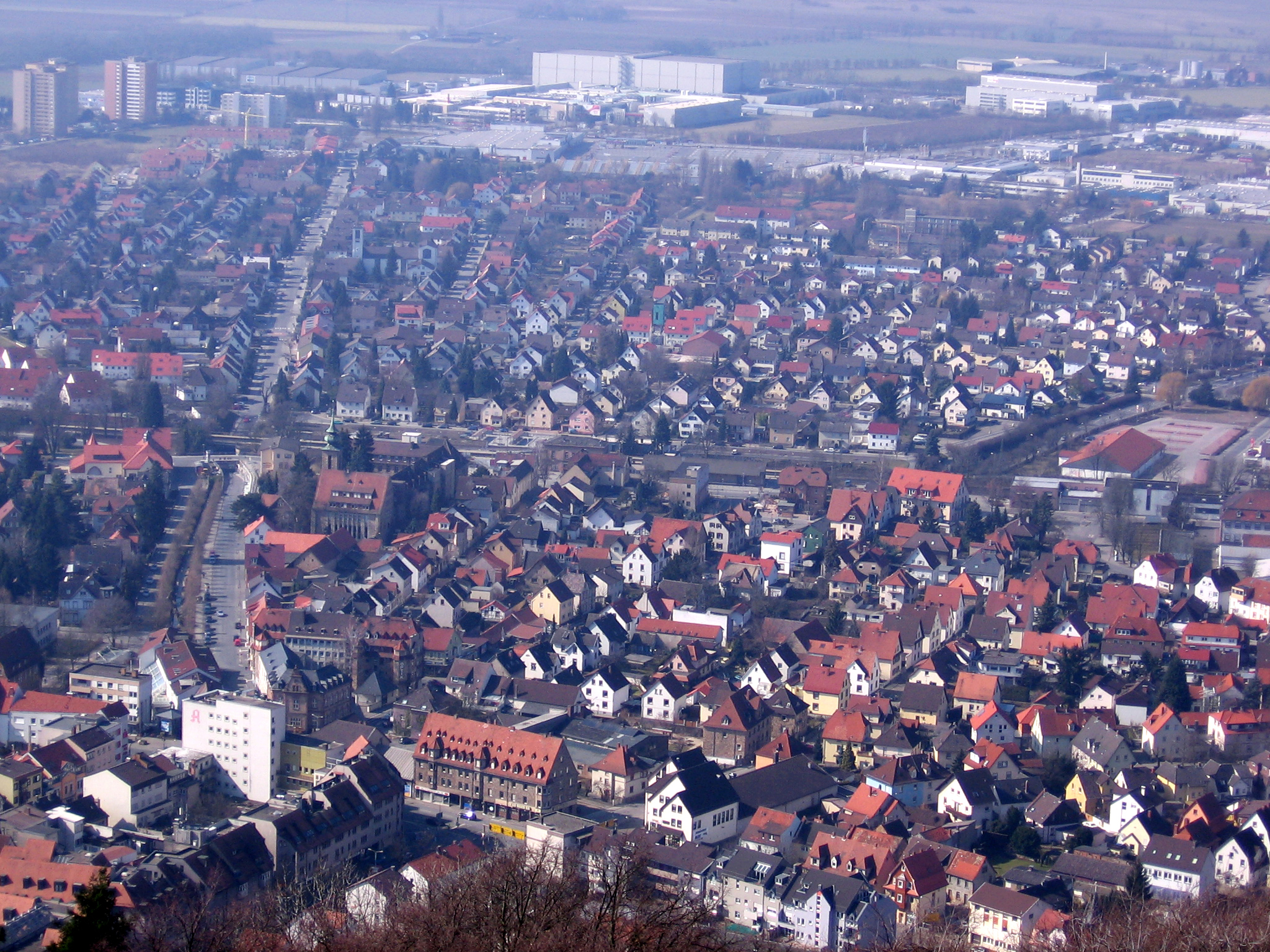
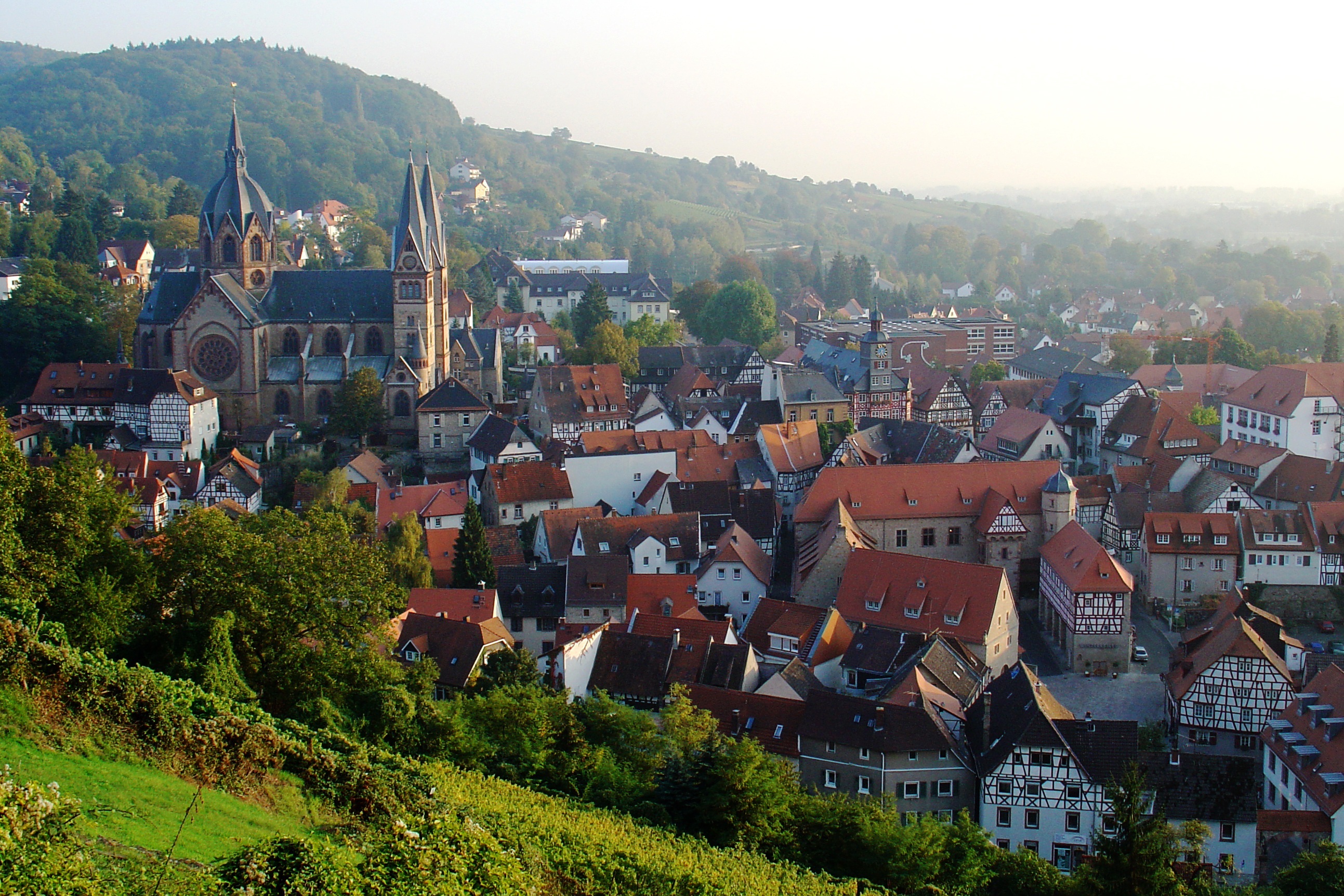
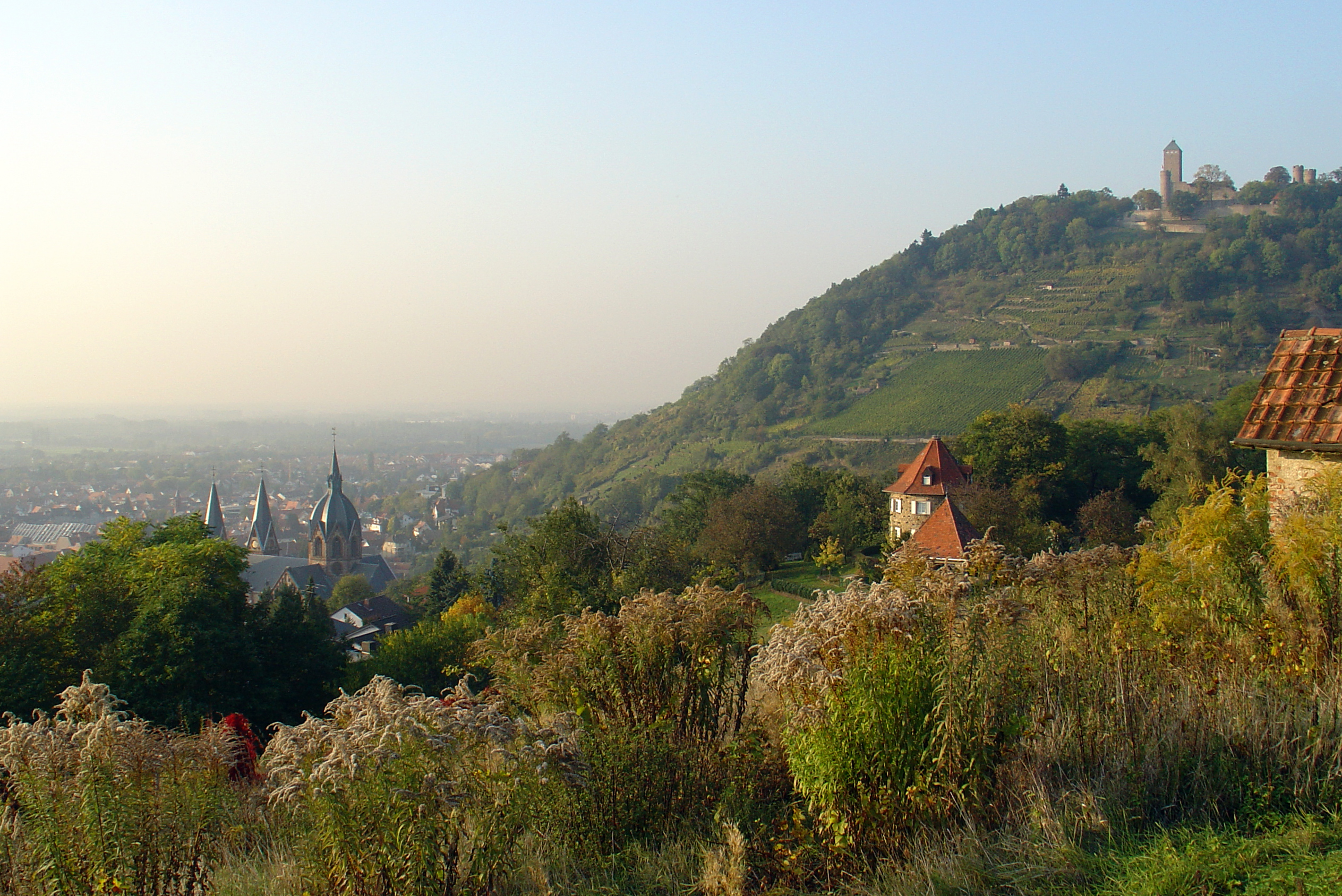
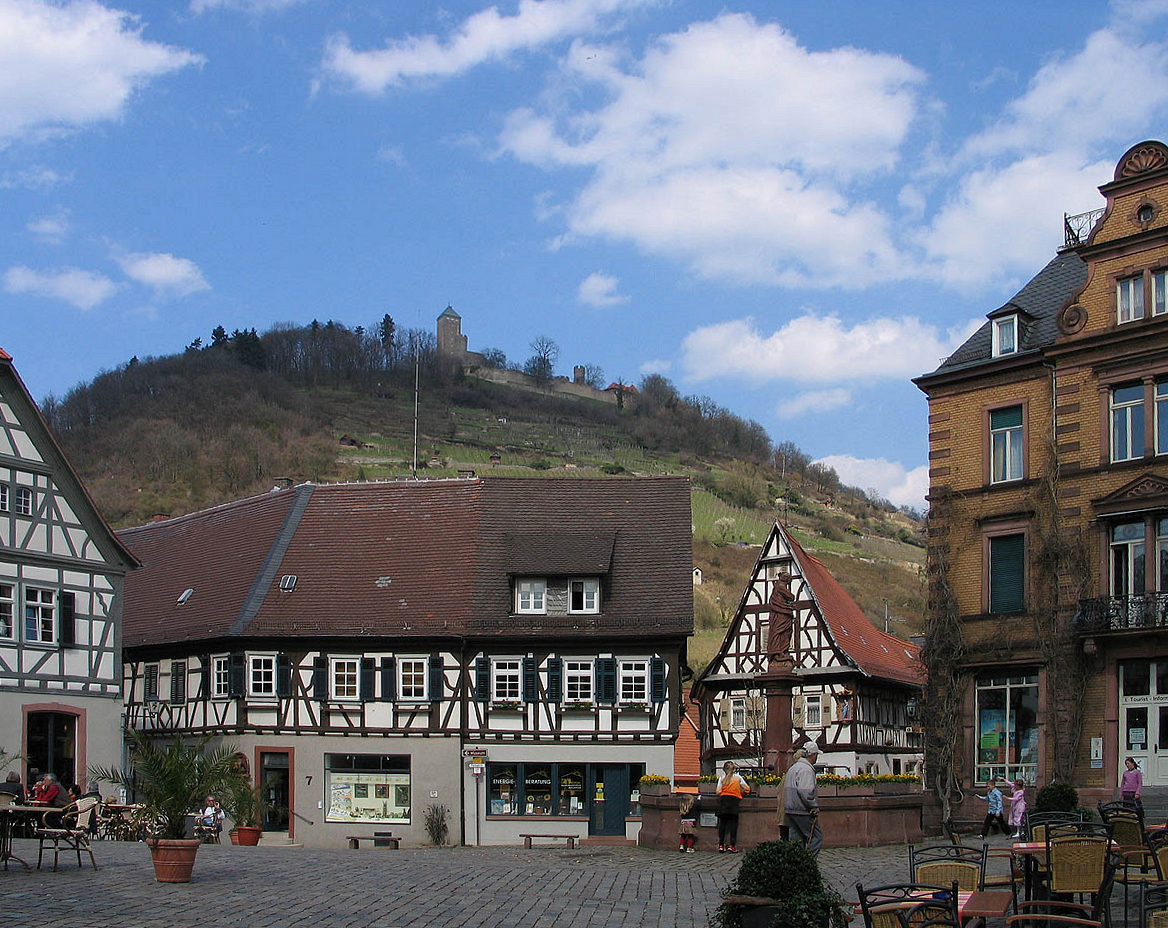